# 庄司興吉
庄司 興吉（しょうじ こうきち、1942年2月15日 - ）は、日本の社会学者。東京大学名誉教授。学位は、博士（社会学）（東京大学・2003年）（学位論文「地球社会と市民連携－激成期の国際社会学へ」）、学位授与番号は、乙第15810号（2003-11-19）。専門は現代社会理論、国際社会学。社会学系コンソーシアム理事長、日本社会学会理事ほかを歴任。指導学生に出口剛司東京大学大学院人文社会系研究科教授など。

## 略歴

### 学歴
- 1964年　東京大学文学部社会学科卒業
- 1971年　東京大学大学院社会学研究科社会学専門課程博士課程単位取得満期退学
- 2003年　博士（社会学）取得、乙第15810号、 2003年11月19日

### 職歴
- 1967年　法政大学社会学部助手
- 1970年　法政大学社会学部専任講師
- 1972年　法政大学社会学部助教授
- 1978年　東京大学文学部助教授
- 1987年　東京大学文学部教授、人文社会系研究科教授
- 2003年　東京大学定年退官、東京大学名誉教授授与　清泉女子大学地球市民学科教授
- 2004年　全国大学生活協同組合連合会副会長
- 2005年　全国大学生活協同組合連合会会長理事
- 2012年　清泉女子大学地球市民学科教授、定年退職
- 2014年　全国大学生活協同組合連合会会長理事退職

## 著書

### 単著
- 『現代日本社会科学史序説――マルクス主義と近代主義』（法政大学出版局, 1975年）
- 『現代化と現代社会の理論』（東京大学出版会, 1977年）
- 『社会変動と変革主体』（東京大学出版会, 1980年）
- 『社会発展への視座』（東京大学出版会, 1989年）
- 『管理社会と世界社会』（東京大学出版会, 1989年）
- 『人間再生の社会運動』（東京大学出版会, 1989年）
- 『地球社会と市民連携――激成期の国際社会学へ』（有斐閣, 1999年）
- 『日本社会学の挑戦――「変革」を読み解く研究と文献』（有斐閣, 2002年）

### 編著
- 『転換期の社会理論――今日の世界と日本をどうみるか』（垣内出版, 1985年）
- 『地域社会計画と住民自治――新しい"まちづくり"のために』（梓出版社, 1985年）
- 『住民意識の可能性――「国際化」時代のまちづくりと日本人の社会意識』（梓出版社, 1986年）
- 『世界社会の構造と動態――新しい社会科学をめざして』（法政大学出版局, 1986年）
- 『再生産と自己変革――新しい社会理論のために』（法政大学出版局, 1994年）
- 『共生社会の文化戦略――現代社会と社会理論：支柱としての家族・教育・意識・地域』（梓出版社, 1999年）
- 『世界社会と社会運動――現代社会と社会理論：総体性と個体性との媒介』（梓出版社, 1999年）
- 『変貌するアメリカ太平洋世界（5）情報社会変動のなかのアメリカとアジア』（彩流社, 2004年）

### 共編著
- （元島邦夫）『地域開発と社会構造――苫小牧東部大規模工業開発をめぐって』（東京大学出版会, 1980年）
- （青井和夫）『家族と地域の社会学』（東京大学出版会, 1980年）
- （栗原彬）『社会運動と文化形成』（東京大学出版会, 1987年）
- （矢沢修次郎・武川正吾）『リーディングス日本の社会学（17）体制と変動』（東京大学出版会, 1988年）
- （矢澤修次郎）『知とモダニティの社会学』（東京大学出版会, 1994年）
- （青井和夫・高橋徹）『現代市民社会とアイデンティティ――21世紀の市民社会と共同性：理論と展望』（梓出版社, 1998年）
- （青井和夫・高橋徹）『市民性の変容と地域・社会問題――21世紀の市民社会と共同性：国際化と内面化』（梓出版社, 1999年）

### 訳書
- ケネス・ケニストン『ヤング・ラデイカルズ――青年と歴史』（みすず書房, 1973年）
- G・リヒトハイム『社会主義小史』（みすず書房, 1979年）
- C・W・スミス『社会学的理性批判』（新曜社, 1984年）